# Stob Bàn (Grey Corries)

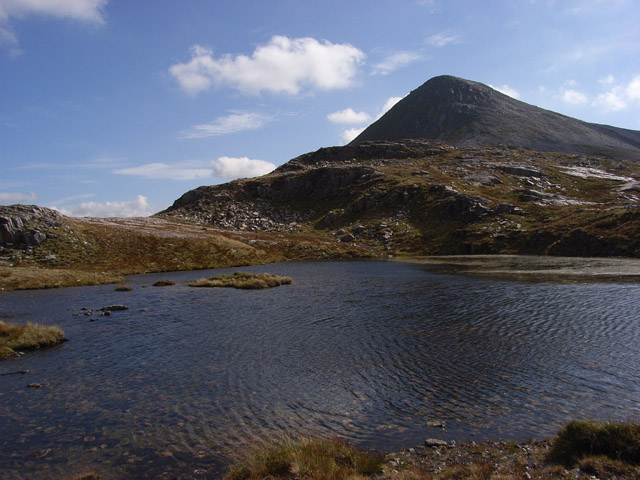
Blick zum Stob Bàn von Norden aus dem Sattel im Übergang zum Stob Choire Claurigh oberhalb des Coire Rath und des Coire Claurigh

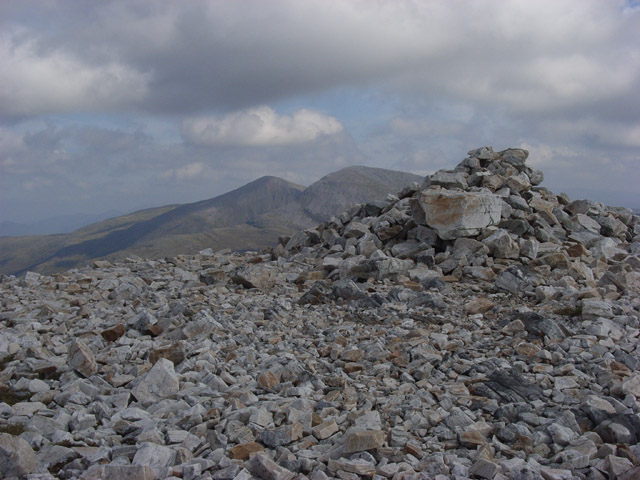
Der Gipfelcairn des Stob Bàn, im Hintergrund der Doppelgipfel von Stob Coire Easain (rechts) und Stob a’ Choire Mheadhoin (links)

Der Stob Bàn  ist ein als Munro und Marilyn eingestufter, 977 Meter hoher Berg in Schottland. Sein gälischer Name bedeutet in etwa Weiße Spitze. Er liegt an der Westküste in der Council Area Highland östlich von Fort William in der Bergkette der Grey Corries. Diese schließt sich östlich an die nach dem Ben Nevis, dem höchsten Berg Großbritanniens, benannte Nevis Range an.

## Beschreibung
In den Grey Corries ist der Stob Bàn der niedrigste Munro, wie der Rest der Berggruppe besteht er überwiegend aus Quarzit. Vor allem im Gipfelbereich wirkt der Quarzit sehr hell und erklärt damit den Namen. Er liegt im Südosten der Berggruppe etwas abgesetzt von der Hauptkette. Der konisch aufgebaute Stob Bàn ist im Gipfelbereich vor allem auf seiner Nord- und Ostseite felsig und von Schrofen geprägt. Er besitzt drei Grate. Über den Nordwestgrat und einen anschließenden Sattel besteht auf etwa 800 Metern Höhe ein Übergang zum nördlich benachbarten Stob Choire Claurigh und damit zur Hauptkette. Der lange und schmale Südwestgrat verbindet den Stob Bàn mit dem 977 Meter hohen Vorgipfel Meall a’ Bhùirich, einem Corbett-Top. Zunächst nach Osten und dann nach Nordost verläuft der dritte Grat, der in das Lairig Leacach abfällt. Durch seine Lage am Südostrand der Grey Corries bietet der Stob Bàn trotz seiner relativ geringen Höhe von Südwesten bis Osten eine weite Aussicht bis zu den Bergen von Glen Coe, den nördlichen Bereichen von Rannoch Moor und der Berggruppe rund um den Ben Alder.

## Aufstieg
Der übliche Zustieg zum Stob Bàn führt aus dem Tal Lairig Leacach über den Nordostgrat. Ausgangspunkt ist die Farm Coirechoille bei Spean Bridge. Von dort führt der Zustieg zunächst über einen alten Viehtreiberpfad durch das breite Tal und zweigt bei der Bothy Leacach von diesem ab. Von dort führt der Anstieg direkt über den Nordostgrat bis zum Gipfel. Manche Munro-Bagger nutzen auch den Sattel zum Stob Choire Claurigh als Zu- oder Abstieg, der dabei zu begehende Nordwestgrat ist jedoch deutlich steiler und schwieriger zu begehen.